# Antonio Marques
Antonio Marques (ur. 25 sierpnia 1963) – portugalski niepełnosprawny sportowiec, uprawiające boccię. Mistrz paraolimpijski z Aten w 2004 roku. Dwukrotny srebrny medalista paraolimpijski z Pekinu w 2008 roku.

## Medale Igrzysk Paraolimpijskich

### 2008
- - Boccia - indywidualnie - BC1
- - Boccia - zespoły - BC1-2

### 2004
- - Boccia - zespoły - BC1-2